# Das Sat.1-Magazin
Das Sat.1-Magazin (eigene Schreibweise: Das SAT.1-Magazin; Mai 2012 bis Oktober 2012: Push – Das Sat.1-Magazin) war ein deutsches Boulevardmagazin, das ab dem 15. Oktober 2007 in Sat.1 gesendet wurde. 
Produziert wurde das SAT.1-Magazin von 2007 bis 2009 von der SAT.1-Zentralredaktion in Berlin und von 2009 bis 2012 von der Berliner Produktionsfirma MAZ&MORE TV Produktion GmbH.

## Konzept
Das Boulevardmagazin behandelte Themen wie unter anderem Stars, Mode und Lifestyle. Häufig wurde auch für das Sat.1-Programm geworben, wie zum Beispiel Anna und die Liebe und The Voice of Germany.

## Ausstrahlung
Die Sendung wurde ab dem 15. Oktober 2007 von Montag bis Freitag um 18:45 Uhr, dem Sendeplatz des Vorgängerformats Blitz, gesendet. Die Premierenfolge mit Mareile Höppner sahen 1,74 Millionen Zuschauer, der Marktanteil in der Zielgruppe lag bei 8,9 Prozent. Am zweiten Tag konnte in der Gruppe der 14- bis 49-Jährigen ein Marktanteil von 9,6 Prozent erreicht werden, am dritten Tag 9,3 Prozent.
Vom 17. März bis 8. Oktober 2008 strahlte Sat.1 das Format um 19:30 Uhr aus. Die Wochenendausgaben (Samstag und Sonntag) wurden bis 16. März 2008 jeweils um 18:00 Uhr ausgestrahlt. Am Wochenende moderierte Gaby Papenburg. Ab 22. März 2008 wurde der Sendeplatz auf 18:40 Uhr verlegt. Ab Herbst 2008 lief das Format am Samstag 10 Minuten früher, also um 18:30 Uhr. Anfang 2009 stellte Sat.1 die Wochenendausgaben ein. Im Zuge von Umstellungen im Vorabendprogramm im November 2009 wurde der Sendeplatz von 18:00 auf 19:00 Uhr verlegt. Ab dem 20. September 2010 wurde die Sendung um 17:30 Uhr ausgestrahlt und konnte so in Teilen von Deutschland nicht empfangen werden, da dort im Kabel das Regionalprogramm 17:30 live zu sehen ist. Seit dem 8. August 2011 wurde das Magazin wieder um 18.00 Uhr ausgestrahlt und somit konnte das Magazin wieder in ganz Deutschland angeschaut werden.
Das Magazin war der Nachfolger der Sendung Blitz und hieß bis zum 16. März 2008 Sat.1 – Das Magazin. Im Januar 2012 wurde bekannt, dass das Sat.1-Magazin vorläufig aus dem Vorabendprogramm von Sat.1 genommen wird. Die letzte Ausstrahlung erfolgte am 28. Januar 2012.
Ab dem 29. Mai 2012 wurde das Magazin unter dem neuen Namen Push – Das Sat.1-Magazin ausgestrahlt. Es wurde seitdem um 19:30 Uhr gesendet, was bedeutet, dass eine Episode von K11 – Kommissare im Einsatz entfiel. Die Premiere des Formates floppte. Diese sahen nur 1,43 Millionen Fernsehzuschauer. Der Marktanteil belief sich auf 6,7 %. 0,52 Millionen der 14- bis 49-Jährigen sahen die Premiere des aus der Zwangswinterpause zurückgeholten Formates. Vom 2. bis 20. Juli 2012 wurde das Magazin um 19.15 Uhr ausgestrahlt. Am 19. Juli 2012 wurde bekannt, dass man das Magazin wieder um 19.30 Uhr ausstrahlt. Ab dem 15. Oktober sollte das Magazin nur Montag bis Donnerstag ausgestrahlt werden, denn freitags wird das neue Format Pin – Das Peoplemagazin ausgestrahlt. Allerdings setzte Sat.1 das Magazin wegen der schwachen Einschaltquoten kurzfristig ab und sendete die 102. und letzte Ausgabe bereits am 18. Oktober 2012 und somit direkt an dem Tag des Bekanntwerdens der Absetzung.

## Moderatoren
| Moderatorin      | Zeitraum                                    | Bemerkungen                       | Ausstiegsgrund                    |
| ---------------- | ------------------------------------------- | --------------------------------- | --------------------------------- |
| Annika Kipp      | vom 14. April 2008 bis zum 18. Oktober 2012 | Anchorwoman                       | Einstellung des Magazines         |
| Simone Panteleit | September 2008 – Oktober 2012               | Vertretung                        | Einstellung des Magazines         |
| Karen Heinrichs  | Februar 2010 – Oktober 2012                 | Vertretung                        | Einstellung des Magazines         |
| Jan Hahn         | September 2012                              | Vertretung                        | Einstellung des Magazines         |
| Mareile Höppner  | vom 15. Oktober 2007 bis zum 11. April 2008 | Anchorwoman                       | Wechsel zur ARD                   |
| Gaby Papenburg   | vom 20. Oktober 2007 bis Januar 2009        | Moderatorin der Wochenendausgaben | Einstellung der Wochenendausgaben |